# Acianthera verecunda
Acianthera verecunda är en orkidéart som först beskrevs av Rudolf Schlechter, och fick sitt nu gällande namn av Alec M. Pridgeon och Mark W. Chase. Acianthera verecunda ingår i släktet Acianthera och familjen orkidéer. Inga underarter finns listade i Catalogue of Life.